# Graffiti on the Train
| Совокупная оценка   | Совокупная оценка |
| Источник            | Оценка            |
| ------------------- | ----------------- |
| Metacritic          | (64/100)          |
| Оценки критиков     |                   |
| Источник            | Оценка            |
| AllMusic            | [ 5 ]             |
| American Songwriter | [ 6 ]             |
| BBC                 | (favourable)      |
| Daily Express       | [ 7 ]             |
| Drowned in Sound    | (7/10)            |
| Mojo                | [ 9 ]             |
| NME                 | (4/10)            |
| Q                   | [ 11 ]            |
| Sputnikmusic        | [ 12 ]            |
| The Telegraph       | [ 13 ]            |

Graffiti on the Train — восьмой студийный альбом уэльской рок-группы Stereophonics, вышедший 4 марта 2013 года на их собственном лейбле Stylus Records и на Ignition Records. Продюсерами были гитарист и вокалист группы Келли Джонс и Джим Лоу. Graffiti on the Train был номинирован на музыкальную награду «World’s Best Album» на церемонии World Music Awards.

## Об альбоме
Альбом получил положительные отзывы музыкальных критиков и интернет изданий (64/100 от агрегатора обзоров и рецензий Metacritic), например, таких как Clash Music, Drowned in Sound, Uncut, Slant Magazine, BBC, Sputnikmusic, PopMatters, American Songwriter, The Daily Telegraph, The Guardian, AllMusic, NME.
10 марта 2013 года альбом занял третье место в Британском хит-параде UK Album Charts и получил золотую сертификацию BPI в мае 2013 года, а в октябре 2014 платиновый статус.

## Список композиций
Слова и музыка всех песен — Келли Джонса; на треке «Violins and Tambourines» соавтор Джим Лоу.
| №                   | Название                  | Длительность |
| ------------------- | ------------------------- | ------------ |
| 1.                  | «We Share the Same Sun»   | 3:44         |
| 2.                  | «Graffiti on the Train»   | 5:03         |
| 3.                  | «Indian Summer»           | 4:27         |
| 4.                  | «Take Me»                 | 3:51         |
| 5.                  | «Catacomb»                | 3:14         |
| 6.                  | «Roll the Dice»           | 4:04         |
| 7.                  | «Violins and Tambourines» | 5:00         |
| 8.                  | «Been Caught Cheating»    | 4:21         |
| 9.                  | «In a Moment»             | 5:26         |
| 10.                 | «No-one's Perfect»        | 4:00         |
| Общая длительность: | Общая длительность:       | 43:04        |

| №                   | Название                            | Длительность |
| ------------------- | ----------------------------------- | ------------ |
| 11.                 | «Overland»                          | 3:23         |
| 12.                 | «In a Moment» (Alternative version) | 4:35         |
| 13.                 | «We Share the Same Sun» (Up Close)  | 4:03         |
| 14.                 | «Indian Summer» (Up Close)          | 4:51         |
| 15.                 | «Graffiti on the Train» (Stripped)  | 4:46         |
| 16.                 | «In a Moment» (Toydrum Remix)       | 6:27         |
| Общая длительность: | Общая длительность:                 | 28:05        |

| №                   | Название                         | Длительность |
| ------------------- | -------------------------------- | ------------ |
| 13.                 | «Seen That Look Before»          | 4:22         |
| 14.                 | «Violins and Tambourines» (live) | 5:45         |
| 15.                 | «In a Moment» (live)             | 5:59         |
| Общая длительность: | Общая длительность:              | 16:16        |

| №                   | Название                                                  | Длительность |
| ------------------- | --------------------------------------------------------- | ------------ |
| 11.                 | «Zoe»                                                     | 4:05         |
| 12.                 | «Graffiti on the Train» (Stripped)                        | 4:45         |
| 13.                 | «In a Moment» (Toydrum Remix)                             | 6:27         |
| 14.                 | «We Share the Same Sun» (In the Studio – Video)           | 3:52         |
| 15.                 | «Indian Summer» (In the Studio – Video)                   | 4:28         |
| 16.                 | «In a Moment» (Alternative Version in the Studio – Video) | 4:33         |
| Общая длительность: | Общая длительность:                                       | 28:10        |

## Персонал
Stereophonics
- Келли Джонс — вокал, гитара, клавишные, оркестровая аранжировка на треках 2, 6, 7
- Ричард Джонс[англ.] — бас-гитара
- Адам Зиндани[англ.] — гитара, бэк-вокал
- Хавьер Уэйлер[англ.] — ударные

## Позиции в чартах

### Альбом
| Чарт (2013)                     | Высшая позиция |
| ------------------------------- | -------------- |
| Australian Albums Chart         | 42             |
| Austrian Albums Chart           | 63             |
| Belgium Albums Chart (Flanders) | 41             |
| Belgium Albums Chart (Wallonia) | 55             |
| Dutch Albums Chart              | 51             |
| French Albums Chart             | 58             |
| Irish Albums Chart              | 13             |
| Irish Indie Albums Chart        | 3              |
| Italian Albums Chart            | 67             |
| Scottish Albums Chart           | 2              |
| Spanish Albums Chart            | 69             |
| UK Albums Chart                 | 3              |
| UK Download Chart               | 2              |
| UK Indie Albums Chart           | 1              |

### Синглы
| Год  | Песня                   | Высшая позиция | Высшая позиция | Высшая позиция | Высшая позиция | Высшая позиция | Высшая позиция |
| Год  | Песня                   | BE (Fle)       | IRE            | JPN            | UK             | UK Indie       |                |
| ---- | ----------------------- | -------------- | -------------- | -------------- | -------------- | -------------- | -------------- |
| 2012 | «In a Moment»           | -              | -              | -              | -              | -              |                |
| 2013 | «Indian Summer»         | 29             | 33             | 36             | 30             | 5              |                |
| 2013 | «Graffiti on the Train» | -              | -              | -              | 44             | 7              |                |
| 2013 | «We Share the Same Sun» | -              | -              | -              | -              | 28             |                |

## Сертификации
| Регион | Сертификация | Продажи  |
| --- | ------------ | -------- |
| Великобритания (BPI) | Платиновый   | 300 000* |
| * Данные о продажах приведены только на основе сертификации. ^ Данные о тиражах приведены только на основе сертификации. |              |          |